# Cobubatha damozelo
Cobubatha damozelo är en fjärilsart som beskrevs av Dyar 1914. Cobubatha damozelo ingår i släktet Cobubatha och familjen nattflyn. Inga underarter finns listade i Catalogue of Life.